# 醫療專業委員會
醫療專業委員會（葡萄牙語：Conselho dos Profissionais de Saúde）是中華人民共和國澳門特別行政區政府依據第18/2020號法律《醫療人員專業資格及執業註冊制度》和第10/2021號行政法規《醫療專業委員會》設立的法定合議機關，負責管理本地醫療專業人員的資格認證、執業註冊、紀律監管與專業發展事宜。該委員會於2021年10月1日正式成立，並由衛生局提供行政與技術支援。
醫療專業委員會的主要職能包括：審核醫療人員資格、頒發認可證書、處理違紀事宜、制定道德守則與執業指引、推動持續專業發展，以及與其他地區專業機構建立合作機制。委員會設有多個專責小組，涵蓋醫生、牙醫、護士、藥劑師、物理治療師等15個醫療專業範疇，並設有紀律委員會處理執業違規案件。
根據現行規定，委員會由一名主席及若干委員組成，成員來自公私營醫療系統、學術界及主管部門，均由社會文化司司長任命，任期為三年。

## 沿革
澳門特別行政區政府為完善本地醫療人員的資格認可與監管制度，於2020年通過《第18/2020號法律──醫療人員專業資格及執業註冊制度》。該法首次明文設立「醫療專業委員會」作為全區性醫療專業監管機構，負責管理註冊、認證、紀律及專業道德等相關事宜。
2021年3月12日，行政會完成討論並通過相關行政法規草案，確定委員會的組織、成員任命、職能與運作方式。同年10月1日，配合法律生效，醫療專業委員會正式成立，並由衛生局提供行政支援。
2022年起，委員會逐步展開醫療人員資格認可制度，包括接受專業註冊申請、組織首次資格考試、認可繼續教育活動，以及就違紀案件展開調查與處理。根據官方公布，截至2024年初，已有逾十個醫療專業範疇完成首輪資格認定工作。
2024年7月，委員會辦公地點由澳門加思欄遷至路環紅荷路的政府辦公大樓，設施更新並整合更多行政與專業支援資源，以因應日益增長的註冊與認可需求。

## 組織架構
醫療專業委員會由一名主席及最多二十四名委員組成，所有成員由社會文化司司長依《第10/2021號行政法規》第3條委任，任期為三年，可續任。委員會由不同醫療專業領域、公共部門及學術機構代表組成，反映醫療行業多元性與專業性。
委員會下設以下部門與機制：

### 主席與秘書長
主席：主持委員會會議、召集專責委員會、對外代表委員會。
秘書長：由衛生局指派列席，負責行政支援與紀錄，但不具表決權。

### 專責委員會
為有效處理不同專業範疇事務，醫療專業委員會設立16個專責委員會（15個專業委員會與1個紀律委員會），各自負責以下事項：
資格認可委員會（15個）：每個委員會負責某一醫療專業的資格認定、註冊、考核及持續教育制度，包括：醫生委員會、牙醫委員會、護士委員會、藥劑師委員會、物理治療師委員會、職業治療師委員會、放射技師委員會、醫學化驗師委員會、營養師委員會、視光師委員會、聽力學家委員會、言語治療師委員會、中醫師委員會、助產士委員會、呼吸治療師委員會、紀律委員會：統一審議違紀案件，作出紀律處分建議。
每個專責委員會至少由三名奇數成員組成，並設協調員與副協調員各一人，由委員會主席任命。各委員會運作可邀請專業人士列席提供技術意見。

### 行政支援
醫療專業委員會的秘書處與行政支援由衛生局提供，包括人力資源、資料管理、場地與財政。

## 職能
醫療專業委員會作為澳門醫療人員的最高專業監管機構，依法負責下列核心職能：
- 資格認可與註冊  　審核醫療人員的學歷與執業資格，制定資格認可標準，統籌各專業委員會組織認可考試，並核發資格認可證明書，作為執業登記前置條件。
- 訂定專業守則與指引  　制定及修訂醫療人員的行為守則、倫理準則與執業指引，確保專業操守與公共健康安全。
- 紀律監察  　審理醫療人員在執業過程中的違紀行為，並可根據調查結果對個案作出紀律處分建議，涉及情節嚴重者可提請衛生局吊銷執照。
- 推動持續專業發展  　認可本地或境外的培訓課程及學術活動，鼓勵醫療人員參與持續教育與再培訓，以保持專業知識更新。
- 跨區合作與資訊公開  　與其他地區或國際專業機構合作交流，分享執業標準與監察制度；並有責任維護註冊資訊透明，接受社會監督。
- 行政與政策建議  　向衛生當局提供醫療專業制度建議，協助制定有關醫療人力資源政策與制度改革。